# Dalifort
Dalifort ist ein Stadtbezirk der Großstadt Ville de Pikine in der Metropolregion Dakar, gelegen im zentralen Westen Senegals, und ist der einzige, der an die Hauptstadt Dakar angrenzt. Die Stadtbezirke von Pikine haben jeweils den Status einer Gemeinde (commune).

## Geografie
Dalifort liegt im Flaschenhals der Cap-Vert-Halbinsel zwischen der Baie de Hann im Süden und dem Ramsar-Schutzgebiet Grande Niaye de Pikine im Norden. Die Ost-West-Ausdehnung des Bezirks beträgt rund 2300 Meter, die Süd-Nord-Ausdehnung etwa 1400 Meter.
Im Norden folgt die Bezirksgrenze dem Verlauf der N 1. Nördlich davon liegen die Nachbarstadt Guédiawaye sowie die Stadtbezirke Pikine Ouest und Guinaw Rail Sud. Mit dem östlich angrenzenden Stadtbezirk Thiaroye sur Mer und mit dem Stadtbezirk Hann-Bel Air der Nachbarmetropole Dakar ist Dalifort baulich zusammengewachsen.
Der Stadtbezirk hat eine Fläche von 2,446 km². und ist fast vollständig bebaut. Gleichwohl ist die durchschnittliche Bevölkerungsdichte relativ gemäßigt, da der Küstenstreifen bis zur Route de Rufisque sowie das Gebiet östlich der Zubringerstraße zur Anschlussstelle Guédiawaye Pikine der Autoroute 1 überwiegend aus Industrie- und Gewerbegebieten besteht.

## Bevölkerung
Die letzten Volkszählungen ergaben für den Stadtbezirk jeweils folgende Einwohnerzahlen:
| Jahr | Einwohner |
| ---- | --------- |
| 1988 | …         |
| 2002 | 19.963    |
| 2013 | 30.418    |
| 2023 | 39.096    |

## Infrastruktur und Verkehr
Der Stadtbezirk hat im Nordosten an der Straße nach Guédiawaye eine Anschlussstelle an die mautpflichtige Autoroute 1. Dadurch gibt es eine schnelle Verbindung zum Flughafen Dakar-Blaise Diagne. Nördlich der A1, streckenweise direkt Seite an Seite mit dieser, verläuft die hier vierstreifig, nicht aber kreuzungsfrei ausgebaute Nationalstraße N 1 auf dem Weg von der Hafenmetropole Dakar ins Landesinnere. 
Parallel zur Route de Rufisque und Seite an Seite mit dieser führt die Bahnstrecke Dakar–Niger durch den Stadtbezirk. Für den Personenverkehr gibt es in Dalifort eine Bahnstation namens Yarakh.
Im Osten von Dalifort betreibt die SOGAS (Société de gestion des Abattoirs du Sénégal), früher bekannt als SERAS, den größten Schlachthof und Fleischgroßmarkt des Senegal. Nebenan liegt der Fischgroßmarkt Marché central du poisson.
Ganz im Osten, nahe der Straßenkreuzung, an der die Stadtbezirke Dalifort, Pikine Ouest, Guinaw Sud und Thiaroye sur Mer zusammentreffen, liegt das Rathaus der Metropole Pikine, das Hotel de ville de Pikine.